# Mike Belloise
Mike Belloise (* 2. Februar 1911 in New York City, New York, USA; † 2. Juni 1969) war ein US-amerikanischer Boxer im Federgewicht.

## Profi
Der Normalausleger blieb in seinen ersten 26 Kämpfen ungeschlagen, 23 konnte er gewinnen und drei gingen unentschieden aus. Am 3. September 1936 trat er gegen den Briten Dave Crowley um den Weltmeistergürtel des ehemaligen Verbandes NYSAC an und besiegte ihn in einem auf 15 Runden angesetzten Kampf durch klassischen K. o. in Runde 9. Diesen Titel konnte er bis zum darauffolgenden Jahr halten.